# Clube Esportivo Guaicurus
Clube Esportivo Guaicurus é um clube brasileiro de futebol da  cidade de Campo Grande, no estado de Mato Grosso do Sul. Fundado em 4 de março de 2002, disputa o Campeonato Sul-Mato-Grossense de Futebol.

## História
Fundado em 4 de março de 2002, o clube cresceu participando de competições amadoras das categorias de base organizados pela entidade. Com a profissionalização e o acesso do Guaicurus no estadual, Campo Grande passou a contar com cinco equipes na primeira divisão de futebol em 2010. O clube teve boa atuação na Série B e nas categorias de base. Sexto colocado na Série B de 2009 (substituindo a desistência do Coxim A.C. e, na sequência, a não participação do Glória de Dourados E.C. – 4º colocado na Série B 2009), participa pela primeira vez da divisão principal. Na primeira divisão, realiza uma campanha ruim e acaba rebaixado de volta para a segunda divisão estadual, ficando inativo a partir daí. Em 2013, participa pela primeira vez da Copa São Paulo de Futebol Júnior, onde cai no grupo M sediado em São Carlos, juntamente com São Paulo, União de Rondonópolis e São Carlos.

## Desempenho em competições
Campeonato Sul-Matogrossense - 1ª Divisão
| Ano  | Posição                    |
| 2010 | 18º (lanterna e rebaixado) |

Campeonato Sul-Matogrossense - 2ª Divisão
| Ano  | Posição         |
| 2009 | 6º (promovido)* |

*O Guaicurus foi promovido por que algumas equipes da 1ª divisão foram impedidas de disputar a competição.